# Autoroute Tangjin

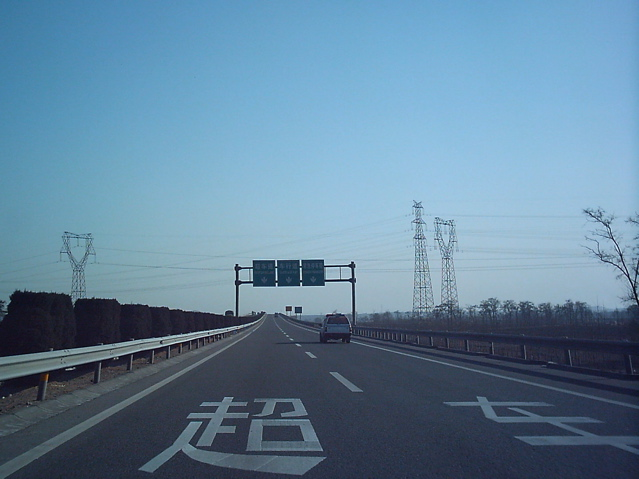
Autoroute Tangjin en 2005.

L'autoroute Tangjin (chinois simplifié : 唐津高速公路, chinois traditionnel : 唐津高速公路, pinyin : Tángjīn Gāosù Gōnglù, en anglais : Tangjin Expressway) est une autoroute chinoise, qui relie Tangshan (province de Hebei) à Tianjin. Elle est longue de 192 km.

## Nom
La route tient son nom de la contraction des deux caractères de Tangshan and Tianjin (Tangshan - Tang, Tianjin - Jin).
Elle est numérotée G2502.

## Parcours
L'autoroute traverse la province de Hebei et la municipalité de Tianjin.
Trajet : Tangshan (Hebei) - Tanggu Ouest - Tianjin
La vitesse y est limitée à 110 km/h.

## Sorties principales
Dans Hebei : Tangshan

Dans Tianjin : Jingjintang Expressway, Jinghu Expressway, Tianjin

## Connexions
Jingjintang Expressway: connexion à Tanggu ouest.